# Rahuri
Rahuri ist eine Stadt im indischen Bundesstaat Maharashtra.
Die Stadt ist Teil des Distrikts Ahmednagar. Rahuri hat den Status eines Municipal Council. Die Stadt ist in 20 Wards gegliedert. Sie hatte am Stichtag der Volkszählung 2011 insgesamt 38.813 Einwohner, von denen 20.140 Männer und 18.673 Frauen waren. Hindus bilden mit einem Anteil von über 83 % die größte Gruppe der Bevölkerung in der Stadt gefolgt von Muslimen mit über 11 %. Die Alphabetisierungsrate lag 2011 bei 83,69 % und damit deutlich über dem nationalen Durchschnitt.